# 屏边脊蛇
屏边脊蛇（学名：Achalinus pingbianensis），一种于中华人民共和国云南省红河哈尼族彝族自治州屏边苗族自治县大围山国家级自然保护区发现的爬行动物，隶属于闪皮蛇科脊蛇属。其种加词“pingbianensis”意为“云南屏边县的”。

## 保护
本种于2023年被收录入《有重要生态、科学、社会价值的陆生野生动物名录》。